# Tatiana Ruyga
Tatiana Ruyga, née le 11 mai 1978 à Krasnoïarsk, Russie, est une grimpeuse russe. 

## Palmarès

### Championnats du monde
- 2007 à Avilés, Espagne
  -  Médaille d'or en vitesse
- 2003 à Chamonix, France
  -  Médaille d'argent en vitesse
- 1997 à Paris, France
  -  Médaille d'or en vitesse

### Coupe du monde
- 1e place en 2004, 2006 et 2007.

### Championnats d'Europe
- 2000 à Munich, Allemagne
  -  Médaille d'argent en vitesse